# El Marsa (Alger)
 (octobre 2010).
Si vous disposez d'ouvrages ou d'articles de référence ou si vous connaissez des sites web de qualité traitant du thème abordé ici, merci de compléter l'article en donnant les références utiles à sa vérifiabilité et en les liant à la section « Notes et références ».
Pour les articles homonymes, voir El Marsa.
El Marsa (anciennement Jean-Bart lors de la colonisation) est une commune de la wilaya d'Alger en Algérie, située dans la banlieue Est d'Alger. La commune d'El Marsa constitue la pointe est de la baie d'Alger. Elle forme avec la ville de Tamentfoust une commune du même nom et dont elle constitue le chef-lieu.

## Géographie

### Situation
El Marsa est située à environ 25 km à l'est du centre-ville d'Alger.
|                  | Mer Méditerranée, Forêt d'El Marsa.       |                  |
| Mer Méditerranée | El Marsa                                  | Aïn Taya         |
|                  | Bordj El Bahri, Forêt de Bordj El Kiffan. | Forêt d'Aïn Taya |

## Toponymie
Lors de la colonisation, la ville d'El Marsa se nommait Jean-Bart du nom du corsaire dunkerquois Jean Bart.

## Histoire
Au IVe siècle av. J.-C., les Phéniciens fondent sur cette terre le comptoir punique de Rusguniae sur l'actuelle Tamentfoust et, sur l'autre bout de la baie, Icosium l'actuelle Alger. De 33 av. J.-C. à 27 av. J.-C., l'empereur romain Auguste s'y installa et en fait une colonie romaine.
En 253 la ville est attaquée par des pirates qui la saccagent. 
Au IVe siècle, les Byzantins y construisent une basilique chrétienne qui deviendra le siège d'un évêché. En 1540, Charles Quint bat en retraite à Tamenfoust avant de rembarquer après son échec dans sa tentative de prise d'Alger.
Vers 1661, les Turcs construisent un fort sous le règne d'Ismaïl Pacha.
En 1892, sous la colonisation français, il a été créé le hameau de Jean-Bart dépendant de la commune d'Aïn Taya. Et puis en 1897, il y a eu la création du village de pêcheurs de La Pérouse toujours dépendant de la commune d'Aïn Taya.
En 1920, verra la création de la commune de Cap Matifou séparée, d'Aïn Taya.
En 1925, construction de la Kouba de la zaoui de Sidi El Hadj Messaoud El Bahri. Après l'indépendance du pays, la commune est rattachée à Aïn Taya en 1963.
En 1984, les communes d'El Marsa et de Bordj El Bahri sont créées à partir de l'ancien territoire de la commune du Cap Matifou, elles font partie de la wilaya de Boumerdès, nouvellement créée. En 1997, à la création du gouvernorat du Grand-Alger, la commune est détachée de la wilaya de Boumerdès, pour rejoindre à nouveau celle d'Alger.

### Description de Berbrugger en 1837
Selon la description qu'en a faite Louis Adrien Berbrugger tout au début de la colonisation française, le territoire de Matifou, bien que méconnu de la plupart des habitants d'Alger, ne méritait ni l'obscurité ni l'abandon qui lui étaient souvent associés. Ces constatations pouvaient être appuyées par les notes recueillies lors d'un séjour prolongé au fort Matifou en 1837, complétées au fil de plusieurs excursions ultérieures et récemment révisées lors d'une semaine consacrée à redécouvrir cette région fascinante. Bien que ces notes aient été initialement destinées à un ouvrage sur l'archéologie africaine, l'éventualité de projets de colonisation imminents au cap Matifou avait motivé leur publication, afin de partager les informations collectées sur ce site.
Avant de plonger dans la description actuelle du cap Matifou, une brève rétrospective sur son passé s'imposait. D'après les écrits de Berbrugger, des inscriptions latines découvertes à Matifou, ainsi que des références dans des documents anciens tels que l'Itinéraire d'Antonin, attestaient de l'existence de la colonie romaine de Rusgunia, dont les ruines demeuraient visibles. Rusgunia, un mot berbère latinisé par les Romains, évoquait le "cap du Sommeil" ou "cap des dormeurs", en référence à une légende locale. Les autochtones appelaient aujourd'hui ce cap Race-Tament-Fouce, dérivant en "Matifou" par altération.
Quant à l'accès à Matifou, deux voies principales s'offraient aux voyageurs : maritime ou terrestre. D'après les écrits de Berbrugger, la première, bien que plus directe, était sujette aux caprices du vent, souvent détournant les embarcations vers la pointe Pescade. La seconde, partant d'Alger par la porte Bab-Azoun en direction de la Maison-Carrée, offrait deux itinéraires distincts. Le premier, via la Rassauta et le gué de Hadjira, était plus sûr mais plus long, tandis que le second, empruntant le chemin de Bordj-el-Kifan, était plus court mais comportait des risques liés aux sables mouvants à l'embouchure de l'oued El-Khemice.
Selon Berbrugger, la baie d'Alger et le golfe de Bengüt, où était nichée la région de Matifou, étaient comparés à deux demi-cercles accolés, délimitant un territoire distinct dont la nature, laissée à elle-même, tendait à l'isoler des régions environnantes. Seule une tribu, les Haraouas, y résidait, exploitant les terres entre les collines et la Méditerranée. D'après ses écrits, la région de Rusgunia, bien que déserte sous les Romains, avait été réhabilitée par ces derniers pour son excellent mouillage au cap Matifou, un avantage rare sur cette côte escarpée.
D'après les observations de Berbrugger, la plaine de Matifou, dominée par le fort turc et le mouillage, était moins sauvage que la plaine de Bengut, mais restait caractérisée par ses vastes étendues de broussailles. La gestion forestière se faisait par des incendies contrôlés, offrant des pousses tendres aux animaux des autochtones. En revanche, malgré sa fertilité naturelle, aucune trace de culture n'était observée, l'agriculture européenne se heurtant aux pratiques locales.
Les ruines abondaient dans cette région, témoignant de son passé riche en histoire. Selon Berbrugger, à Rusgunia, les vestiges romains parsemaient le paysage, des constructions antiques aux tombeaux et aqueducs. D'après ses écrits, les carrières de Maherzat, prises pour des ruines chrétiennes par les autochtones, révélaient des gradins taillés par les Romains pour extraire les pierres, offrant un spectacle évoquant des constructions cyclopéennes.
Selon Berbrugger, au-delà de la découverte archéologique, Matifou offrait des perspectives de développement avec ses vastes étendues et son potentiel agricole inexploité. D'après ses écrits, les projets de colonisation envisagés promettaient de révéler davantage les trésors cachés de cette région, tout en contribuant à sa revitalisation économique et culturelle.

## Démographie
| 1987  | 1998  | 2008   |
| ----- | ----- | ------ |
| 6 669 | 8 784 | 12 100 |

## Enseignement
- École Nationale de management et de l'administration de la santé (ENMAS).
- Académie militaire de la marine, École des Forces Navales (EFN).
- Centre de formation professionnelle
- École nationale de voile
- Diverses écoles de plongées

## Économie

### Pêche
El Marsa dispose de deux ports de pêche.

### Tourisme
La commune dispose d'hôtels dont hôtel Rais, L'Amiral..., ainsi que de nombreuses plages et vestiges romains.

## Patrimoine
- Un musée[Lequel ?]
- L'ancien fort de Tamentfoust